# 야냐 가른브레트
야냐 가른브레트(슬로베니아어: Janja Garnbret, 1999년 3월 12일~)는 슬로베니아의 암벽등반 선수이다. 다수의 국제 대회에서 리드 종목과 볼더링 종목에서 우승을 차지했으며, 역대 최고의 여자 암벽등반 선수 중 한 명으로 평가받고 있다.
2014년 세계 주니어 B 선수권 대회에서 리드 종목에서 우승한 것으로 첫 국제 경기 우승을 이뤘으며, 16세가 된 2015년 7월부터 IFSC 월드컵에 출전하기 시작했다. 이후 월드컵에 34번 출전하여 단 4번을 제외하고 모두 메달을 획득했다.
2016년에는 17세의 나이로 월드컵(리드, 복합), 세계 선수권 대회(리드), 세계 주니어 선수권 대회(리드, 볼더링)에서 모두 우승을 차지했다. 이를 시작으로 2016년부터 2018년까지 세계 선수권 대회와 월드컵 리드와 복합 부문에서 전부 우승했다. 2018년과 2019년에는 세계 선수권 대회 볼더링과 복합 부문을 모두 석권했고, 2019년 세계 선수권 대회에서는 리드 부문 우승 타이틀을 탈환했다. 같은 해에 한 시즌에 모든 월드컵 볼더링 부문에서 우승한 최초의 선수가 되었다.
2020년 하계 올림픽에서는 스피드 5위, 볼더링 1위, 리드 1위의 성적을 내며 금메달을 획득했고, 최초의 여자 올림픽 스포츠클라이밍 금메달리스트가 되었다. 2024년 하계 올림픽에서 볼더링 1위, 리드 1위의 성적을 내며 또 한 번 금메달을 획득했고, 올림픽 스포츠클라이밍 2연패 금메달리스트가 되었다.